# Intelsat 902
Intelsat 902 ist ein Fernsehsatellit der International Telecommunication Satellite (Intelsat). Er wurde gebaut von der Firma Space System Loral.
Intelsat 902 wurde am 30. August 2001 mit der europäischen Trägerrakete Ariane vom Weltraumbahnhof Kourou in Französisch-Guayana ins All befördert.

## Empfang
Der Satellit kann in Europa, dem Nahen Osten und Teilen Asiens und Australiens empfangen werden.
Die Übertragung erfolgt im C- und Ku-Band.